# Lobsang Sangay
Lobsang Sangay —en tibetano: བློ་བཟང་སངས་རྒྱས, wylie: blo-bzang sangs-rgyas, dialecto de Lhasa AFI: lóbsaŋ sáŋɟɛʔ— (Darjeeling, India; 5 de septiembre de 1968) ejerció como sikyong —o primer ministro— del Gobierno tibetano en el exilio desde 2011 hasta 2021. Es un abogado experto en el Tíbet y en legislación de derechos humanos internacionales.

## Obras
- "Viaje Exiliados", Journal of Democracy - Volumen 14, Número 3, julio de 2003, pp 119-130: el Tíbet
- Cantamos una canción de tristeza tibetanos presos políticos hablan, Billy Jackson, Publicar Latina, 2004, ISBN 1-4137-1677-6
- Lobsang Sangay, China en el Tíbet: Años de la Liberación o la ocupación? Cuarenta, Asia Harvard Quarterly, Volumen III, N º 3, 1999